# Trolle z Troy
Trolle z Troy (tytuł oryginału:Trolls de Troy) – francuska seria komiksowa z gatunku fantasy autorstwa Christophe’a Arlestona (scenariusz) i Jeana-Louisa Mouriera (rysunki), ukazująca się od 1997 nakładem wydawnictwa Soleil Production. Po polsku publikuje ją wydawnictwo Egmont Polska. Seria Trolle z Troy jest powiązana fabularnie z seriami Lanfeust z Troy i Lanfeust w kosmosie.

## Fabuła
Trolle są stworzeniami, które obok ludzi są głównymi istotami zamieszkującymi świat Troy. Są one największymi wrogami ludzi, ale jednocześnie odznaczają się dużym poczuciem humoru. Polują na smoki i ludzi i przyrządzają ich na różne sposoby. Jednak ludzie postanawiają wytępić trolle. Ytoll Tetram ze swoją przyrodnią córką Wahą, która jest człowiekiem sposobami próbują uratować swój gatunek.

## Tomy
| Tom | Tytuł i rok wydania polskiego    | Tytuł i rok wydania oryginalnego         | Uwagi                                                                                  |
| --- | -------------------------------- | ---------------------------------------- | -------------------------------------------------------------------------------------- |
| 1   | Opowieść o Trollu (2002)         | Histoires trolles (1997)                 | Tomy wznowione po polsku w 2018 w albumie zbiorczym Trolle z Troy. Tom 1.              |
| 2   | Skalp czcigodnego (2002)         | Le Scalp du vénérable (1998)             | Tomy wznowione po polsku w 2018 w albumie zbiorczym Trolle z Troy. Tom 1.              |
| 3   | Czas latających fetaurów (2003)  | Comme un vol de pétaures (1999)          | Tomy wznowione po polsku w 2018 w albumie zbiorczym Trolle z Troy. Tom 1.              |
| 4   | Pierwotny ogień (2003)           | Le Feu occulte (2000)                    | Tomy wznowione po polsku w 2018 w albumie zbiorczym Trolle z Troy. Tom 1.              |
| 5   | Czary cudotwórczyni (2004)       | Les Maléfices de la Thaumaturge (2001)   | Tomy wznowione po polsku w 2020 w albumie zbiorczym Trolle z Troy. Tom 2.              |
| 6   | Trolle we mgle (2004)            | Trolls dans la brume (2002)              | Tomy wznowione po polsku w 2020 w albumie zbiorczym Trolle z Troy. Tom 2.              |
| 7   | Pióro mędrca (2005)              | Plume de sage (2004)                     | Tomy wznowione po polsku w 2020 w albumie zbiorczym Trolle z Troy. Tom 2.              |
| 8   | Rock n’Troll (2006)              | Rock’n troll attitude (2005)             | Tomy wznowione po polsku w 2020 w albumie zbiorczym Trolle z Troy. Tom 2.              |
| 9   | Uwięzieni w Darshanie (2007)     | Les Prisonniers du Darshan (2006)        | Tomy wznowione po polsku w 2020 w albumie zbiorczym Trolle z Troy. Tom 3.              |
| 10  | Rozwścieczeni w Darshanie (2008) | Les Enragés du Darshan (2007)            | Tomy wznowione po polsku w 2020 w albumie zbiorczym Trolle z Troy. Tom 3.              |
| 11  | Trollimpiada (2009)              | Trollympiades (2008)                     | Tomy wznowione po polsku w 2020 w albumie zbiorczym Trolle z Troy. Tom 3.              |
| 12  | Trolle w szkole (2011)           | Sang famille (2009)                      | Tomy wznowione po polsku w 2020 w albumie zbiorczym Trolle z Troy. Tom 3.              |
| 13  | Wojna żarłoków (2021)            | La guerre des gloutons (2010)            | Tomy wydane po polsku premierowo w 2021 w albumie zbiorczym Trolle z Troy. Tom 4.      |
| 14  | Historia Wahy (2021)             | L’Histoire de Waha (2010)                | Tomy wydane po polsku premierowo w 2021 w albumie zbiorczym Trolle z Troy. Tom 4.      |
| 15  | Pomniejszenie (2021)             | Boules de poils (2011)                   | Tomy wydane po polsku premierowo w 2021 w albumie zbiorczym Trolle z Troy. Tom 4.      |
| 16  | Kudłacze na smokach (2021)       | Poils de trolls (2012)                   | Tomy wydane po polsku premierowo w 2021 w albumie zbiorczym Trolle z Troy. Tom 4.      |
| 17  | Ludzica mimo woli (2021)         | La Trolle impromptue (2013)              | Tomy wydane po polsku premierowo w 2021 w albumie zbiorczym Trolle z Troy. Tom 5.      |
| 18  | Depresja trolla (2021)           | Pröfy Blues (2014)                       | Tomy wydane po polsku premierowo w 2021 w albumie zbiorczym Trolle z Troy. Tom 5.      |
| 19  | Prezenty! Prezenty! (2021)       | Pas de Noël pour le père Grommël (2014)  | Tomy wydane po polsku premierowo w 2021 w albumie zbiorczym Trolle z Troy. Tom 5.      |
| 20  | Spadek dla Wahy (2021)           | L’héritage de Waha (2015)                | Tomy wydane po polsku premierowo w 2021 w albumie zbiorczym Trolle z Troy. Tom 5.      |
| 21  | Złoto trolli (2022)              | L’Or des trolls (2016)                   | Tomy ukazały się po polsku premierowo w 2022 w albumie zbiorczym Trolle z Troy. Tom 6. |
| 22  | W trollej szkole (2022)          | À l’école des trolls (2016)              | Tomy ukazały się po polsku premierowo w 2022 w albumie zbiorczym Trolle z Troy. Tom 6. |
| 23  | Sztuka prymitywna (2022)         | Art brut (2018)                          | Tomy ukazały się po polsku premierowo w 2022 w albumie zbiorczym Trolle z Troy. Tom 6. |
| 24  | Kamień z nieba (2022)            | Un caillou sur la tête (2019)            | Tomy ukazały się po polsku premierowo w 2022 w albumie zbiorczym Trolle z Troy. Tom 6. |
| 25  |                                  | On ne badine pas avec les mouches (2021) |                                                                                        |
| 26  |                                  | La ballade de la mer qui mouille (2023)  |                                                                                        |